# Old English Terrier
Old English terrier(Antigo terrier inglês) foi um tipo de cão de caça, originário da Inglaterra, e que deu origem a todas as raças modernas de Terriers de pelagem colorida. 

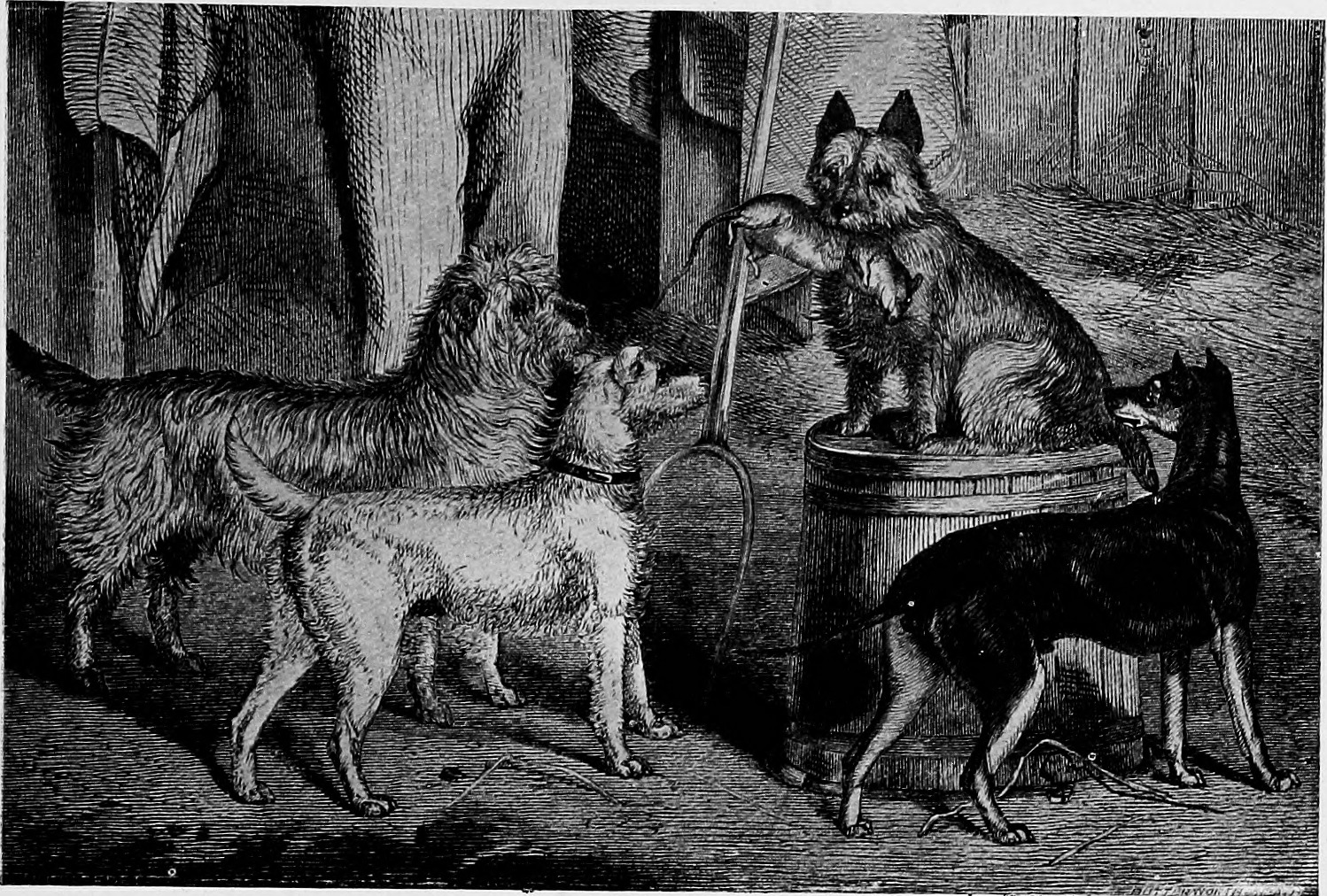
Variedades de Terriers disputando rato

Hoje é considerado "extinto" em sua forma original, já que sofreu inúmeras subdivisões que acabaram gerando raças diferentes de terriers. Seu nome agora é utilizado como termo classificatório para designar raças do tipo terrier que continuam sendo utilizadas em sua função original e que descendem diretamente do cão antigo.
Hoje os descendentes mais próximos do Old english terrier são as raças Patterdale Terrier, e as raças derivadas do Black and Tan Terrier ou "Fell Terrier". Este último sendo considerado extinto, mas que deu origem a algumas raças de terrier moderno, como o Manchester Terrier, por exemplo.
O Old English Terrier foi estabelecido no século XVII, sendo selecionado com base em várias funções, como caça de animais em tocas ou em campo aberto, o que acabou gerando diversas variedades físicas. Já no início do século XIX, o Old English Terrier poderia ser encontrado em todo o mundo, já que era levado nos navios com seus donos em viagens ou para caçar ratos a bordo.

## Características
Apesar da cor mais comum ter sido a preta, razão pela qual também chamado de Black Terrier, o Old English Terrier possuía vários tamanhos, cores e pelagens. Porém, eram classificados em duas variedades básicasː os de pêlo-liso e os de pêlo-duro. 
Henry Compton em seu livro "The Twentieth Century Dog"(1904), escreveu sobre o terrier:

Havia em diferentes partes da Ilha linhagens de terriers amarelos, e terriers vermelhos, pretos, preto e castanho, tigrados, acinzentados; havia terriers grandes, pesando de 30 lbs (13 kg) a 40 libras (18 kg), e relatos de que alguns pesavam 50 lbs (22 kg), e houve pequenos terriers com menos de 9 libras (4 kg). Havia terriers com pelagem lisa, e outros com pelagem dura, e pelagem encaracolada; havia, em suma, tipos de terrier suficientes para criar uma coleção.— Henry Compton The Twentieth Century Dog, 1904
Eram cães atléticos com grande vigor físico e resistência. Quanto ao temperamento, estes cães eram conhecidos por sua enorme coragem, persistência e Gameness, e possuíam um nível intenso de instinto de caça.